# Ольгинская бухта
О́льгинская бу́хта — незамерзающая бухта Чёрного моря, расположенная в Туапсинском районе Краснодарского края.

## География
С северо-запада бухты находится мыс Агрия, с юго-востока — мыс Грязнова. В бухту впадает река Ту. Берега сложены галечными пляжами шириной 10—20 м, которые представляют собой продукты разрушения окружающих горных систем. Бухта довольно глубока и в её центре глубины достигают 17 м. На берегу бухты находится посёлок Ольгинка, по которому она и получила своё название, а посёлок, в свою очередь, — в честь Великой княжны Ольги. У бухты расположен посёлок санатория Агрия. Влажность воздуха в районе бухты несколько повышена, поэтому господствующий здесь климат можно охарактеризовать как субтропический полусухой.
- Вид на мыс Грязнова
- Вид на мыс Агрия
- Панорама Ольгинской бухты